# Mellékhatás (televíziós sorozat)
A Mellékhatás 2020 és 2023 között vetített magyar fejlesztésű thrillersorozat, melynek főrendezője Kovács Dániel Richárd. A főszerepben Nagy Zsolt, Tenki Réka, Adorjáni Bálint, Borbély Alexandra és Sztarenki Dóra láthatók.
Az első epizódját 2020. április 4-én mutatta be az RTL Klub.
A második évadot az RTL+ mutatta be 2023. március 29-én.
2023. április 25-én megrendelték a harmadik évadot, azonban Kolosi Péter 2024. március 16-án bejelentette, hogy mégse készül el.

## Ismertető
Zoltán egy sikeres orvos, aki műhibát követett el. Amiatt fél, hogy csökken hírneve, ezért döntést hoz, amit később megbánhat. Berta az egész életét a családjának szentelte, de nem kapott soha dicséretet. Anna hátrahagy mindent és megpróbál jó anya lenni.

## Szereplők

### Főszereplők
| Név                         | Színész           | Leírás | Évad |
| --------------------------- | ----------------- | --- | ---- |
| Dr. Széphelyi Zoltán        | Adorjáni Bálint   | Nőgyógyász Lóránt klinikáján. Berta férje. Segít Ludmannéknak, hogy lehessen gyermekük.                                   | 1–2. |
| Dr. Széphelyi-Illés Berta   | Borbély Alexandra | Ügyészi fogalmazó. Zoltán felesége. Lóránt lánya. Era testvére. Anna és Karesz nagynénje.                                 | 1–2. |
| Ludmann Zsolt               | Nagy Zsolt        | Korrupt vállalkozó, sötét ügyletei vannak. Kata férje.                                                                    | 1–2. |
| Ludmann Kata                | Tenki Réka        | Zsolt felesége. Zoltán „hormonkoktélja” meddővé tette őt. Korábban modell volt.                                           | 1–2. |
| Panácz Anna                 | Sztarenki Dóra    | Era lánya. Karesz testvére. Zoé édesanyja. Felszolgáló egy bárban.                                                        | 1–2. |
| Dr. Illés Lóránt            | Kovács Frigyes    | Az Agapé klinika igazgatója. Berta és Era édesapja. Lassan nyugdíjba vonul és azt akarja, hogy a Klinikát Zoltán vezesse. | 1–2. |
| Tóth Móni                   | Barta Ágnes       | Anna barátnője. Tekla lánya. Bence édesanyja. Ő lesz végül a béranya.                                                     | 1–2. |
| Takács Attila “Atesz”       | Molnár Áron       | Móni expárja. Bence édesapja.                                                                                             | 1–2. |
| (Illés) Panácz Era “Sziszi” | Herczeg Adrienn   | Lóránt lánya. Berta nővére, aki Ózdon él. Anna és Karesz édesanyja.                                                       | 1–2. |
| Panácz Karesz               | Szalay Bence      | Autószerelő. Era fia, Anna testvére. A családjáért bármire képes. Kisebb stiklijei vannak.                                | 1–2. |

### Mellékszereplők
| Név                 | Színész            | Leírás                                           | Évad |
| ------------------- | ------------------ | ------------------------------------------------ | ---- |
| Marci               | Ötvös András       | Laboros kutató a kórházban.                      | 1.   |
| Dr. Váradi Sándor   | Haumann Máté       | Nőgyógyász. Zoltán kollégája és legjobb barátja. | 1.   |
| Szántó Juli         | Bori Réka          | Az Agapé klinika recepciósai.                    | 1.   |
| Nelli               | Wrochna Fanni      | Az Agapé klinika recepciósai.                    | 2.   |
| Dalma               | Jordán Adél        | Berta barátnője.                                 | 1.   |
| Zoé                 | Kósa Nóra          | Anna lánya.                                      | 1.   |
| Zoé                 | Földvári Nikolett  | Anna lánya.                                      | 2.   |
| Bence               | Aranyos Ádám       | Móni és Atesz fia. Tekla unokája.                | 1.   |
| Bence               | Hárs Bonca         | Móni és Atesz fia. Tekla unokája.                | 2.   |
| Tamás               | Varju Kálmán       | Anna volt férje, Zoé édesapja.                   | 1.   |
| Tamás               | Szabó Kimmel Tamás | Anna volt férje, Zoé édesapja.                   | 2.   |
| dr. Dreszler László | Epres Attila       | Anna ügyvédje, Berta ismerőse.                   | 1–2  |
| Dr. Romlitz Henrik  | Gáspár Tibor       | Az Agapé klinika orvosa.                         | 1–2. |
| Apáti Péter         | Anger Zsolt        | Nyomozók                                         | 2.   |
| Margó Róbert        | Kovács Tamás       | Nyomozók                                         | 2.   |
| Tekla               | Zsurzs Kati        | Móni édesanyja, Bence nagyanyja.                 | 2.   |
| Laca                | Dietz Gusztáv      | Ludmann Zsolt embere.                            | 2.   |
| László              | Scherer Péter      | Főszerkesztő.                                    | 2.   |
| Fodor Lili          | Balsai Móni        | Újságíró.                                        | 2.   |

### További szereplők
- Ambrus Angéla – Csilla
- Bagota Béla – helyszínelő
- Baksa Imre – rendőr
- Balogh Sándor – Szekrény
- Bánfalvi Eszter – Törő Viktória
- Bartsch Kata – Emília
- Béres Miklós – rendőr
- Berki Szofi – Szilvia
- Bíró Panna Dominika – Réka
- Bodoky Márk – Milán
- Bogdányi Titanilla – Tamara
- Bora Fanni – recepciós a szerkesztőségben
- Cserna Antal – dr. Hegyi Péter
- Czapár Andrea – Anita óvónéni
- Erdélyi Mária – Béres Zsuzsa
- Dinnyés István – taxis
- Dékány Barnabás – Topi
- Dér Zsolt – Gida
- Domán Kornél – Rajmund
- Domokos Zsolt – Gömbös Laci járőr / Zsiga
- Drunek Sára – hajléktalan lány
- Fekete Róbert – pincér
- Ficzere Béla – Kisfönök
- Füzesi Klári – Barát Ilona páciens
- Gere Dénes – Boldizsár
- German Gergő – udvarló
- Gosztonyi Csaba – rendőr
- Gubík Ági – Renáta
- Gulyás-Dobó Szofi – kislány
- Gyöngyösi Zoltán – Patex
- Göttinger Pál – Tubi
- Gyurcsó Dorka – fiatal Illés Berta
- Gyurkovics Anikó – Kangoo edző
- Hrubák Alex – helyszínelő
- Jakab Juli – fiatal Panácz Era
- Jéger Zsombor – Csula
- Józsa Bettina – Rita
- Juhász István – Szijjas Jenő
- Kálloy Molnár Péter – Szálka János
- Kalmár Tamás – helyszínelő
- Kárász Zénó – őr
- Kardos Róbert – Polgármester
- Kanalas Dániel – fiú
- Kanyó Kata – Orsi
- Koltai Judit – hölgy a bankban
- Kosynus Tamás – SZTK orvos
- Kovács Ádám – kereskedő
- Kőszegi Judit – pénztáros
- Kránicz Richárd – betegszállító
- Krasznahorkai Ágnes – Varga Eszter
- Kurely László – rendőr
- Kurta Niké – Detti
- Lénárdt Laura – Orsolya
- Litauszky Lilla – Horváth Melinda
- Lisztóczki Attila – Balázsy Ricsi
- Makranczi Zalán – dr. Hankó Gábor
- Marjai Virág – Huszár Luca
- Megyeri Zoltán – Pásztor Tibor
- Mészáros Piroska – Szálka Jánosné, Bea
- Miller Dávid – Alex
- Mohácsi Norbert – Viktor
- Molnár Gusztáv – Fusovics Péter
- Nagy Dániel Viktor – Alex
- Nagy Ervin - Zoli
- Németh Kristóf – dr. Kassai
- Noll Petra – Hanna
- Orbán Levente – Józsi kocsmáros
- Páll Zsolt – helyszínelő
- Pálmai Anna – Gulyás Gréta
- Páder Petra – recepciós
- Perjési Hilda – ingatlanos
- Pipó László – pultos
- Potocsny Andor – portás
- Rátkay Anna – fiatal Panácz Anna
- Réthelyi András – Koppány
- Rujder Vivien – Yvonne
- Salat Lehel – Ferenc atya
- Schumacher Vanda – Kíra
- Selmeczy Csenge – Fehér Flóra
- Stéger Zoltán – fukszos férfi
- Szabados Zsuzsa – néni
- Szabó Emília – Drovrácskó Noémi
- Szabó Zsófia – Dorina
- Szalai Ákos – Szekrény
- Szauerwein Tibor – Szekrény
- Szikszai Rémusz – Szecsöm
- Szokol Péter – kuncsaft
- Szőcs Artur – Mészáros Ferenc
- Szuromi Dániel – Csabi
- Tolnai Hella – Tábori Zsuzsanna
- Tolnai Klára – Nóra
- Topánka Imre – nagydarab fickó
- Tóth Gábor – taxis
- Tóth Károly – ügyeletes rendőr
- Tóth Tibor – Antall
- Turós György – sofőr
- Udvarias Katalin – Sújtné Tömő Irén
- Urbán Richárd – taxis
- Vajda Márta – görnyedt néni
- Varga Norbert – Egér Grigor
- Várkonyi Eszter – Tímea
- Vasvári Csaba – Jelky Donát
- Walters Lili – Nyuszi
- Zágoni Zsolt – Olivér

## Epizódok
| Évad | Évad | Részek száma | Részek száma | Eredeti sugárzás  | Eredeti sugárzás | Eredeti adó |
| Évad | Évad | Részek száma | Részek száma | Évadbemutató      | Évadzáró         | Eredeti adó |
| ---- | ---- | ------------ | ------------ | ----------------- | ---------------- | ----------- |
|      | 1.   | 10           | 10           | 2020. április 4.  | 2020. június 6.  |             |
|      | 2.   | 11           | 11           | 2023. március 29. | 2023. június 7.  |             |

### Első évad (2020)
Első évad 2020. április 4-én mutatta be az RTL Klub.
Az epizódokat Csaba Bálint, Fehér Gáspár, Szombathelyi Amádé és Szőnyei Dávid írta és Kovács Dániel Richárd rendezte.
| Sor. | Év. | Cím      | Premier                                                    | Nézettség |
| ---- | --- | -------- | ---------------------------------------------------------- | --------- |
| 1.   | 1.  | 1. rész  | 2020. április 4. (RTL Klub)                                | 784 000   |
| 2.   | 2.  | 2. rész  | 2020. április 4. (RTL Most+) 2020. április 11. (RTL Klub)  | 633 000   |
| 3.   | 3.  | 3. rész  | 2020. április 11. (RTL Most+) 2020. április 18. (RTL Klub) | 569 000   |
| 4.   | 4.  | 4. rész  | 2020. április 18. (RTL Most+) 2020. április 25. (RTL Klub) | 410 000   |
| 5.   | 5.  | 5. rész  | 2020. április 25. (RTL Most+) 2020. május 2. (RTL Klub)    | 457 000   |
| 6.   | 6.  | 6. rész  | 2020. május 2. (RTL Most+) 2020. május 9. (RTL Klub)       | 393 000   |
| 7.   | 7.  | 7. rész  | 2020. május 9. (RTL Most+) 2020. május 16. (RTL Klub)      | 446 000   |
| 8.   | 8.  | 8. rész  | 2020. május 16. (RTL Most+) 2020. május 23. (RTL Klub)     | 398 000   |
| 9.   | 9.  | 9. rész  | 2020. május 23. (RTL Most+) 2020. május 30. (RTL Klub)     | 423 000   |
| 10.  | 10. | 10. rész | 2020. május 30. (RTL Most+) 2020. június 6. (RTL Klub)     | 319 000   |

### Második évad (2023)
Az évadot 2023. március 29-én mutatta be az RTL+. Az első részét az RTL is bemutatta 2023. április 8-án. Az epizódok írói Gasztonyi Kálmán, Csaba Bálint, Fehér Gáspár, Szombathelyi Amadé, Szántó Fanni és Szőnyei Dávid voltak.
| Sor. | Év. | Cím      | Rendező                              | Premier           |
| ---- | --- | -------- | ------------------------------------ | ----------------- |
| 11.  | 1.  | 1. rész  | Kovács Dániel Richárd                | 2023. március 29. |
| 12.  | 2.  | 2. rész  | Kovács Dániel Richárd és Bagota Béla | 2023. április 5.  |
| 13.  | 3.  | 3. rész  | Kovács Dániel Richárd és Bagota Béla | 2023. április 12. |
| 14.  | 4.  | 4. rész  | Kovács Dániel Richárd és Bagota Béla | 2023. április 19. |
| 15.  | 5.  | 5. rész  | Kovács Dániel Richárd és Bagota Béla | 2023. április 26. |
| 16.  | 6.  | 6. rész  | Kovács Dániel Richárd                | 2023. május 3.    |
| 17.  | 7.  | 7. rész  | Kovács Dániel Richárd                | 2023. május 10.   |
| 18.  | 8.  | 8. rész  | Kovács Dániel Richárd                | 2023. május 17.   |
| 19.  | 9.  | 9. rész  | Kovács Dániel Richárd                | 2023. május 24.   |
| 20.  | 10. | 10. rész | Kovács Dániel Richárd                | 2023. május 31.   |
| 21.  | 11. | 11. rész | Kovács Dániel Richárd                | 2023. június 7.   |

## Díjak
- Arany blende díj (2021) – Legjobb előzetes[9]
- Televíziós Újságírók Díja (2021) – Legjobb heti sorozat[10]
- Televíziós Újságírók Díja – Legjobb heti sorozat (2024)[11]